# 鳳生寺
鳳生寺（ほうしょうじ）は、東京都北区にある曹洞宗の寺院。

## 概要
1478年（文明10年）、太田道灌の開基である。元々は岩淵宿（現・岩淵町）にあったので、「岩淵山」の山号を持っている。
永正年間（1504年～1521年）、稲付村（武蔵国豊島郡）の住人・安田伝兵衛によって現在地に移転した。
毎年2月に、釈迦如来の「大涅槃図」が公開されている。

## 交通アクセス
- 赤羽駅より徒歩13分。